# 61P/Shajn-Schaldach
61P/Shajn-Schaldach – kometa krótkookresowa, należąca do rodziny Jowisza.

## Odkrycie
Kometa została odkryta 18 września 1949 roku przez Piełagieję Fiedorowną Szajn w obserwatorium w Simeiz na Krymie. Niezależnie odkrył ją Robert D. Schaldach w Lowell Observatory 20 września. W nazwie znajdują się nazwiska odkrywców.

## Orbita komety i właściwości fizyczne
Orbita komety 61P/Shajn-Schaldach ma kształt elipsy o mimośrodzie 0,43. Jej peryhelium znajduje się w odległości 2,11 j.a., aphelium zaś 5,25 j.a. od Słońca. Jej okres obiegu wokół Słońca wynosi 7,06 roku, nachylenie do ekliptyki to wartość 6,0˚.
Jądro tej komety ma rozmiary 2,4 km.